# ديفيد شيندلر
ديفيد شيندلر هو عالم بحيرات كندي، ولد في 3 أغسطس 1940 في فارغو في الولايات المتحدة.